# World Rally Championship-2
FIA World Rally Championship-2 je automobilističko natjecanje u reliju koje Međunarodna autobilistička federacija (FIA) priznaje kao drugi jakosni razred međunarodnog relija. Kategorija R5 otvorena je za vozila proizvođača automobila koja udovoljavaju pravilima R5. Smiju se natjecati i privatne momčadi čije uvrštavanje u natjecanje podliježe odobrenju Međunarodne automobilističke federacije.
Partnersko je natjecanje Svjetskog prvenstva u reliju (WRC) i vozi se na istim stazama. Prijašnji naziv bio je Super 2000 World Rally Championship tj. S-WRC. WRC-2 je ograničen na produkcijski bazirana vozila homologirana prema pravilima Super 2000, N4 i R5 rules. Natjecanje se održavaju od 2010. i razdvojila su Production World Rally Championship (P-WRC), koji je prije bio otvoren automobilima iz skupina Super 2000 i Grupa N4, u dva odvojena natjecanja, kojima je Međunarodna automobilistička federacija dodijelila posebne naslove. Također postoji Svjetsko prvenstvo u reliju za momčadi (World Rally Championship Cup for Teams) unutar S-WRC ali se prestalo održavati poslije 2010. godine. Od 2013. godine WRC-2 zamijenio je S-WRC.
Godine 2018. stvorena je klasa World Rally Championship-2 Pro koja je unesena u natjecateljski kalendar WRC-2 za 2019. godinu radi ohrabrivanja ulazaka proizvođačkih momčadi u ovu kategoriju. Klasa Pro otvorena je za vozila proizvođača automobila koji su napravljeni prema specifikacijama R5, a momčadima je dopušteno dvije posade po priredbi. Sudionici klase Pro moraju se natjecati na barem osam relija, uključujući jedan izvan Europe. Samo osam najboljih rezultata uračunava se u prvenstvu klase Pro. Za privatne momčadi ostalo je natjecanje WRC-2, dok je WRC-2 Pro pridržano za sastave koje podupiru proizvođači. WRC 2 Pro za vozače, suvozače i proizvođače je stvoreno kao platforma za registrirano proizvođače vozila R5, a temeljem uspjeha automobila iz Grupe R5. Natjecatelji smiju se natjecati s dvama vozilima R5 po momčadi i moraju sudjelovati na barem sedam natjecanja jednim vozilom, od čega na jednoj priredbi izvan Europe. Za prvenstvo vozača i suvozača, bodovat će se najboljih osam rezultata u borbi za naslv, dok će najbolje plasirani automobil(i) iz svake momčadi donositi bodove u utrku proizvođača za naslov FIA WRC 2 Pro. Natjecatelji će imati status P2P, dopušten je jedan dan testiranja po priredbi po vozaču. Ista specifikacija vozila vrijedit će za natjecanje FIA WRC 2, koje će biti samo za privatne momčadi. Namjera je privući više vozača iz nacionalnih i regionalnih prvenstava. Ovdje nema minimalnom broja priredbi, premda će se najboljih šest od sedam sudjelovanja bodovati za naslov prvaka u natjecanju vozača i suvozača. WRC 3 je prestalo postojati 2019., iako je natjecateljima s vozilima na pogon na dva kotača dopušteno natjecati se na priredbama. 2019. godine uvedene su promjene u broju dodatnih motora po vozilu, izbora stalnog natjecateljskog broja na vozilu, dodatnog vremena na promičbene djelatnosti, duljina posebnih dionica, penaliziranja, broja guma i dr. Od 2019. godine su natjecanja FIA WRC za vozače, suvozače i proizvođače, FIA WRC 2 Pro za vozače, suvozače i proizvođače, FIA WRC 2 za vozače, suvozače i proizvođače, FIA Junior WRC za vozače, suvozače i proizvođače i FIA Junior WRC Trofej nacija. Pravila u FIA Junioru nisu se mijenjala radi potpore rasta broja mladih natjecatelja.